# فيليبا دي درو
فيليبا دي درو، سيدة كوسي (1242-1192)؛ هي ابنة روبرت الثاني، كونت درو ويولاند دي كوسي.

## الزواج والأبناء
في 1219 تزوجت من هنري الثاني دي بار ابن ثيوبالد الأول دي بار؛ وأنجبت له:-
1. مارغريت (1275-1220)؛ في 1240 تزوج من هاينريش الخامس، كونت لوكسمبورغ.
2. ثيبوت الثاني، كونت بار (حوالي.1221 - 1291)؛ خلف والده.
3. هنري (توفي.1249).
4. جين (1299-1225)؛ تزوج من فدريدريك دي بلامون، ثم من لويس الخامس، كونت شيني.
5. رينو (توفي.1271).
6. إرداد (توفي.1335).
7. إيزابيل (توفيت.1320).